# Jersey Village
Jersey Village város az Amerikai Egyesült Államok Texas államában, Harris megyében. Lakosainak száma 7921 fő (2020. április 1.).

## Népesség
A település népességének változása:

| 2010 | 7 620 |
| 2020 | 7 921 |